# 68 Близнецов
68 Близнецов (лат. 68 Geminorum, HD 60107) — двойная звезда в созвездии Близнецов на расстоянии приблизительно 428 световых лет (около 131 парсека) от Солнца. Видимая звёздная величина звезды — +5,263m.

## Характеристики
Первый компонент — белая звезда спектрального класса A1Vn. Радиус — около 4,49 солнечных, светимость — около 117,42 солнечных. Эффективная температура — около 9204 К.